# Gawriił Popow (polityk)
Gawriił Charitonowicz Popow (ros. Гаврии́л Харито́нович Попо́в; ur. 31 października 1936 w Moskwie) – rosyjski polityk, ekonomista, pierwszy mer Moskwy sprawujący swój urząd od 12 czerwca 1991 do 6 czerwca 1992.
Ukończył w 1959 Uniwersytet Moskiewski ze specjalnością "nauczyciel ekonomii politycznej". W latach 1959–1990 był członkiem KPZR. W okresie 1960–1961 sekretarz komitetu Komsomołu na Uniwersytecie Moskiewskim. Z tą uczelnią związał swoją karierę jako wykładowca pracując w niej na różnych stanowiskach do czasu zaangażowania się w karierę polityczną w końcu lat 80 XX wieku. W latach 1988–1991 redaktor naczelny czasopisma "Woprosy ekonomiki" (Вопросы экономики). W marcu 1989 wybrany na deputowanego Zjazdu Deputowanych Ludowych. Wstąpił w nim do opozycyjnej Międzyregionalnej Grupy Deputowanych. W czerwcu 1991 wybrany na pierwszego mera Moskwy. Z funkcji zrezygnował po roku powracając głównie do działalności naukowej, którą łączył z zaangażowaniem politycznym poza głównym nurtem rosyjskiej polityki. Popow jest obecnie rektorem Międzynarodowego Uniwersytetu w Moskwie, w którym to zaproponował objęcie katedry zarządzania wielkimi metropoliami swojemu następcy na stanowisku mera Jurijowi Łużkowowi, gdy ten ostatni został zdymisjonowany we wrześniu 2010.